# Lijst van hofpredikanten van Oranje-Nassau
Dit is een lijst van hofpredikanten van het Nederlandse koningshuis van Oranje-Nassau. Het Nederlandse koningshuis heeft na het overlijden van koningin Wilhelmina in 1962 geen eigen hofpredikant meer. Tijdens haar laatste jaren bezocht Wilhelmina al steeds vaker een reguliere kerk. Op paleis Soestdijk werden ten tijde van koningin Juliana al geen diensten meer gehouden. Juliana en later ook Beatrix bezochten hun eigen, plaatselijke kerken.

## Isaäc Johannes Dermout
Isaäc Johannes Dermout 1777-1867:
- Doop prins Willem, 1840
- Doop prins Maurits, 1843
- Uitvaartdienst koning Willem I, 1843
- Uitvaartdienst prins Maurits, 1850

## Gerrit Ruitenschild
Gerrit Ruitenschild 1801-1877:
- Hofpredikant in 1849
- Uitvaartdienst koning Willem II, 7 april 1849
- Doop prins Alexander, 12 september 1851
- Belijdenis prins Willem (Wiwil), april 1857
- Belijdenis prins Alexander, 1869
- Bijzetting koningin Anna Paulowna, 1865
- Huwelijk prinses Marie met Wilhelm zu Wied, 18 juli 1871
- Uitvaartdienst koningin Sophie, 20 juni 1877

## Cornelis Eliza van Koetsveld
Cornelis Eliza van Koetsveld 1807-1893:
- Hofpredikant in 1878
- Schrijver Schetsen uit de pastorie te Mastland, 1843
- Uitvaartdienst prins Hendrik, 1879
- Uitvaartdienst prins Willem, 1879
- Doop prinses Wilhelmina, 17 oktober 1880
- Uitvaartdienst prins Frederik, 1881
- Uitvaartdienst prins Alexander, 17 juli 1884
- Uitvaartdienst koning Willem III, 4 december 1890

## G.J. van der Flier
Gerrit Jacobus van der Flier 1841-1909:
- Hofpredikant, 1 mei 1894
- Belijdenis koningin Wilhelmina, 24 oktober 1896
  - Op 2 : 10 Wees getrouw tot den dood en Ik zal u geven de kroon des levens
- Huwelijksdienst koningin Wilhelmina met prins Hendrik, 7 februari 1901

## Jan Hendrik Gerretsen
Jan Hendrik Gerretsen 1867-1923:
- Hofpredikant, 1909
- Doop prinses Juliana, 1909

## Willem Leonard Welter
Willem Leonard Welter 1849-1940:
- Hofpredikant, 1919
- Huwelijk prinses Juliana met prins Bernhard, samen met professor Obbink, 7 januari 1937
- Doop prinses Beatrix, samen met professor Obbink, 1938
  - Gedicht “nee, ’t was geen vlucht die u deed gaan”, 1940

## Herman Theodorus Obbink
Herman Theodorus Obbink 1869-1947:
- Hofpredikant in 1928
- Uitvaartdienst koningin Emma, 20 maart 1934
- Uitvaartdienst prins Hendrik,  11 juli 1934
- Huwelijk prinses Juliana met prins Bernhard, samen met Ds. Welter, 7 januari 1937

## Johan Frederik Berkel
Johan Frederik Berkel 1899-1971:
- Hofpredikant
- Uitvaartdienst koningin Wilhelmina, december 1962, samen met predikant G.I.P.A.B. Forget, 1902-1984, van de Waalse kerk

## Henk Kater
Henk Kater 1911-2003:
- Belijdenisdienst prinses Beatrix, Palmzondag, 1956
  - Rom 8:28 Wij weten nu dat God alle dingen doet medewerken ten goede voor hen die God liefhebben
- Huwelijksdienst prinses Beatrix met prins Claus, samen met Ds. J. H. Sillevis Smit, 10 maart 1966
- Doop prins Willem-Alexander, 2 september 1967
- Doop prins Friso, 28 december 1968
- Doop prins Constantijn, 21 februari 1970

## Nico ter Linden
Nico ter Linden 1936-2018:
- Viering 60ste verjaardag Koningin Beatrix 1998
- Huwelijksdienst prins Maurits met prinses Marilène, 1998
- Doop kinderen prins Maurits en prinses Marilène

## Anne van der Meiden
Anne van der Meiden 1929-2021:
- Huwelijksdienst prins Bernhard jr. met Annette Sekrève, 2000
- Huwelijkdienst prins Floris en prinses Aimée, 2005
- Doop kinderen prins Bernhard en prinses Annette
- Doop kinderen prins Floris en prinses Aimée

## Carel ter Linden
Carel ter Linden 1933:
- Belijdenis prins Willem-Alexander, prins Friso en prins Constantijn
- Huwelijksdienst prins Constantijn met prinses Laurentien, 19 mei 2001
- Huwelijksdienst prins Willem-Alexander met prinses Máxima, 2 februari 2002
- Uitvaartdienst prins Claus, samen met Huub Oosterhuis, 15 oktober 2002
- Doop gravin Eloïse, 2002
- Huwelijksdienst prins Friso met prinses Mabel, 24 april 2004
- Doop prinses Amalia, 12 juni 2004
- Doop graaf Claus-Casimir, 2004
- Uitvaartdienst prins Bernhard, 11 december 2004
- Doop gravin Leonore, 2006
- Uitvaartdienst prins Friso, 16 augustus 2013

## Huub Oosterhuis
Huub Oosterhuis 1933-2023:
- Uitvaartdienst prins Claus, samen met Carel ter Linden, 15 oktober 2002
- Doop Gravin Luana, 2005
- Doop Gravin Zaria, 2007
- Uitspreken van de zegen tijdens uitvaartdienst prins Friso, 16 augustus 2013

## Welmet Hudig-Semeijns de Vries van Doesburgh
Welmet Hudig-Semeijns de Vries van Doesburgh 1944:
- Uitvaartdienst koningin Juliana, 30 maart 2004

## Deodaat van der Boon
Deodaat van der Boon 1952:
- Doop prinses Alexia, 19 november 2005
- Doop prinses Ariane, 20 oktober 2007